# Thelma Gracen
Thelma Gracen (* 6. Januar 1922; † 24. Oktober 1994) war eine US-amerikanische Jazz- und Popsängerin.

## Leben und Wirken
Thelma Gracen begann mit 15 Jahren zu singen und trat in den folgenden Jahren mit den Swingbands von Shep Fields (erste Aufnahmen) und Jimmy Dorsey auf. 1947 sang sie im Gay Claridge Orchestra („Juke Box Serenade“); 1955 wurde sie in Los Angeles von Maynard Ferguson entdeckt und wurde Sängerin bei Freddie Slack („Cow Cow Boogie“ (EmArcy Records), u. a. mit Shorty Sherock, Herbie Harper, Justin Gordon, Al Hendrickson, Morty Corb, Jack Sperling). Im November 1955 nahm sie mit einer Studioband aus Musikern des West-Coast-Jazz (der Quen Anderson, Georgie Auld, Lou Levy, Barney Kessel, Joe Comfort und Sid Bulkin angehörten) für Wing ihr einziges selbstbetiteltes Album auf (ReIssue bei EmArCy). Darauf interpretierte sie Standards wie „I’ll Get By“, „I’ll Remember April“,  „More Than You Know“, „Out of Nowhere“, „Solitude“ und „Tea for Two“.